# Бен Ігер
Бен Ігер (англ. Ben Eager; 22 січня 1984, м. Оттава, Канада) — канадський хокеїст, лівий нападник. Виступає за ЦСКА (Москва) у Континентальній хокейній лізі.
Виступав за «Ошава Дженералс» (ОХЛ), «Філадельфія Фантомс» (АХЛ), «Філадельфія Флайєрс», «Чикаго Блекгокс», «Атланта Трешерс», «Сан-Хосе Шаркс», «Едмонтон Ойлерс», «Оклахома-Сіті Беронс» (АХЛ).
В чемпіонатах НХЛ — 407 матчів (43+42), у турнірах Кубка Стенлі — 47 матчів (3+3).
У складі юніорської збірної Канади учасник чемпіонату світу 2002.
Досягнення
- Володар Кубка Стенлі (2010)
- Володар Кубка Колдера (2005).